# Дженрик, Роберт
Роберт Эдвард Дженрик (англ. Robert Edward Jenrick; род. 9 января 1982, Вулвергемптон) — британский политик-консерватор, член парламента с 2014 года, министр жилищно-коммунального хозяйства, общин и местного самоуправления Великобритании (2019—2021). Младший министр иммиграции (2022—2023).

## Биография
Окончил грамматическую школу в Вулвергемптоне, затем изучал историю в кембриджском колледже Святого Иоанна, окончив его с дипломом первого класса. В период обучения провёл год в Пенсильванском университете, занимаясь политологией. По возвращении в Великобританию получил юридическое образование и с 2008 года работал солиситором в компании Skadden, Arps, Slate, Meagher & Flom. Затем в аукционном доме Christie’s отвечал в качестве управляющего директора за продажи и персонал в Лондоне, Париже, Амстердаме, Гонконге и Нью-Йорке.
В ноябре 2013 года консерваторы выдвинули кандидатуру Дженрика на дополнительных выборах в округе Ньюарк, назначенных из-за отставки обвинённого в лоббизме Патрика Мерсера.
5 июня 2014 года Дженрик одержал убедительную победу, получив 17 431 голос — на 7 тысяч с лишним больше, чем евродепутат и кандидат от Партии независимости Роджер Хелмер, ставший вторым. Таким образом, Дженрик оказался первым консерватором с 1989 года, победившим на дополнительных выборах в период правления консервативного премьер-министра (в предыдущий раз роль триумфатора досталась Уильяму Хейгу).
В 2017 году вторично переизбран с результатом 62,7 % (34 493 голосов), улучшив тем самым собственное достижение по итогам выборов 2015 года на 5,6 %. На сей раз в качестве основного соперника выступила лейбористка Шанталь Ли (Chantal Lee), которую поддержали 29,7 % избирателей.
9 января 2018 года премьер-министр Тереза Мэй организовала массовые кадровые перестановки младших министров, в результате которых Роберт Дженрик впервые был привлечён к работе в правительстве, но в малозначимой должности Казначея-секретаря Казначейства, которая не давала права участвовать в заседаниях Кабинета.
24 июля 2019 года назначен министром жилищно-коммунального хозяйства, общин и местного самоуправления при формировании правительства Бориса Джонсона.
5 октября 2020 года Высокий суд подтвердил правомерность действий Дженрика, выступившего с инициативой сооружения мемориала жертвам Холокоста близ здания британского парламента. 6 октября началось расследование этого предложения на предмет возможного превращения будущего памятника в объект террористических атак, а сам Дженрик заявил, что его семья получала угрозы и оскорбления в связи с этим проектом.
15 сентября 2021 года в ходе серии кадровых перемещений во втором правительстве Джонсона исключён из правительства.
25 октября 2022 года по завершении правительственного кризиса был сформирован кабинет Риши Сунака, в котором Дженрик был назначен младшим министром иммиграции с правом участия в заседаниях Кабинета.
6 декабря 2023 года ушёл в отставку, не согласившись с намерением премьер-министра направлять нелегальных мигрантов в лагеря временного содержания в Руанде на период рассмотрения их прошений о предоставлении политического убежища, сочтя эти планы недостаточно решительными и не имеющими шансов на успех в суде.
9 октября 2024 года вместе с Кеми Баденок вышел в завершающий тур выборов нового лидера партии.
2 ноября 2024 года объявлены результаты выборов, согласно которым победителем вышла Баденок.
5 ноября 2024 года при формировании теневого кабинета назначен теневым лордом-канцлером и министром юстиции.